# جرمین دوپری
جرمین دوپری مولدین (انگلیسی: Jermaine Dupri Mauldin؛ زادهٔ ۲۳ سپتامبر ۱۹۷۲) موسیقی‌دان، خواننده رپ، خواننده، ترانه‌نویس، و تهیه‌کننده موسیقی اهل ایالات متحده آمریکا است. وی از سال ۱۹۸۴ میلادی تاکنون مشغول فعالیت بوده‌است.
از فیلم‌ها یا برنامه‌های تلویزیونی که وی در آن نقش داشته‌است می‌توان به پسر جدید، در عمق زیاد اشاره کرد. او در طول حرفه خود با هنرمندانی از جمله ماریا کری، آشر، نلی، مونیکا، میگوس، دا برت، جنت جکسون، تی‌ال‌سی، آرتا فرانکلین، لوداکریس، آلیشیا کیز و بو بو همکاری داشته‌است.